# Jung Seung-hwa
Jung Seung-hwa (kor.: 정 승화, ur. 27 marca 1981 w Pusan) – południowokoreański szpadzista, dwukrotny medalista mistrzostw świata.
Podczas mistrzostw świata w Moskwie w 2015 roku wywalczył indywidualnie brązowy medal. Wyprzedzili go jedynie Węgier Géza Imre i Francuz Gauthier Grumier. Na tej samej imprezie Koreańczycy w składzie: Jung Seung-hwa, Kweon Young-jun, Na Jong-kwan i Park Kyoung-doo zajęli drugie miejsce w rywalizacji drużynowej.
Wystartował na igrzyskach olimpijskich w Rio de Janeiro w 2016 roku, gdzie zajął piąte miejsce drużynowo. Był to jego jedyny start olimpijski.
Zdobył złoto drużynowo na igrzyskach azjatyckich w Kantonie (2010).